# نار (فلم 1991)
نار (بالفرنسية: Au feu!) هو فيلم درامي مالي صدر عام 1991 من إخراج أداما درابو. عُرض في قسم جائزة نظرةٍ ما في مهرجان كان السينمائي عام 1991.

## طاقم التمثيل
هذه قائمةٌ مصغّرةٌ بأبرز الممثلين والممثلات الذين شاركوا في تصوير الفيلم:
- جنيبة ديوارا في دور كورو
- مامادو فومبا
- بالا موسى كيتا في دور فاكورو (بالاموسا كيتا)
- ديارا سانوغو في دور غينديوغو
- فيلي تراوري في دور سيدي